# Латини (италско племе)
Латини (лат. Latini), један од италских народа, настањивали су првобитно релативно ограничену територију јужно од Тибра, по њима названу Лацијум (Latium), која је у историјско време била додатно смањена инвазијом Волска у област између Албанских брда (Albanus mons) и Аурунских планина (тзв. Latium Novum или Latium adiectum). Главни су латински центри били Алба Лонга, Тускул (Tusculum), Лавиниј (Lavinium), Ардеја (Ardea), Тибур (данас Тиволи) и Пренеста (Praeneste, данас Палестрина), док су волшчански центри били Велитра (данас Velletri), Сигнија (данас Segni), Кора (данас Cori), Сатрик (Satricum), Анциј (Antium) и Анксур (волш. Anxur, лат. назив Tarracina, данас Terracina).
Историјски значај племена Латина у основи је везан за град Рим, истурену тачку одбране према етрурској области. Испреплетеност легенди о оснивању Рима чини етнографске традиције о Лацијуму веома шароликим и сложеним. Лингвистички показатељи, који почињу с натписима из 7. и 6. века п. н. е., указују на индивидуалност латинског света, различитог од суседне етрурске цивилизације и од источноиталских народа.
Латини су били удружени у савез, чије је седиште било Јупитерово светилиште на Албанским брдима. Њихово је религијско наслеђе опстало у веровањима и култовима римског света. Најстарију латинску културу (9–8. век п. н. е.) карактеришу кремација као начин сахрањивања, што јој је било заједничко са културама Етрурије и северне Италије, те бронзана култура која показује блискост са прото-вилановском културом и са културама тиренске јужне Италије. Етрурска политичка контрола над Лацијумом (вероватно 7–6. век) подударила се с очигледним етрурским културним и уметничким утицајем. Истовремено су с југа продирали елементи грчке културе, почевши од алфабета.
Северно од Лацијума живела су племена етнички сродна Латинима, са главним центрима у Капени (Capena) и Фалерију (Falerii, одакле потиче име Фалишћани = данас Civita Castellana). Њихова се политичка и културна историја стапа с етрурском. Фалишћански дијалект, познат с натписа, био је првобитно латински, али је контаминиран и модификован источноиталским и етрурским елементима.
Име Латини и Власи су уској историјској, културолошкој и етимолошкој вези, па је могуће да су ова имена у старини потекла од сточарског сталежа, од речи вол, као што је и италијанско име потекло од речи теле, витело. Волос, словенски бог је заштитник и сточара, а у средњем веку Власи су сточари. Немци и неки словенски народи романске, латинске народе зову још и Власима.